# Карл Адольф Агард

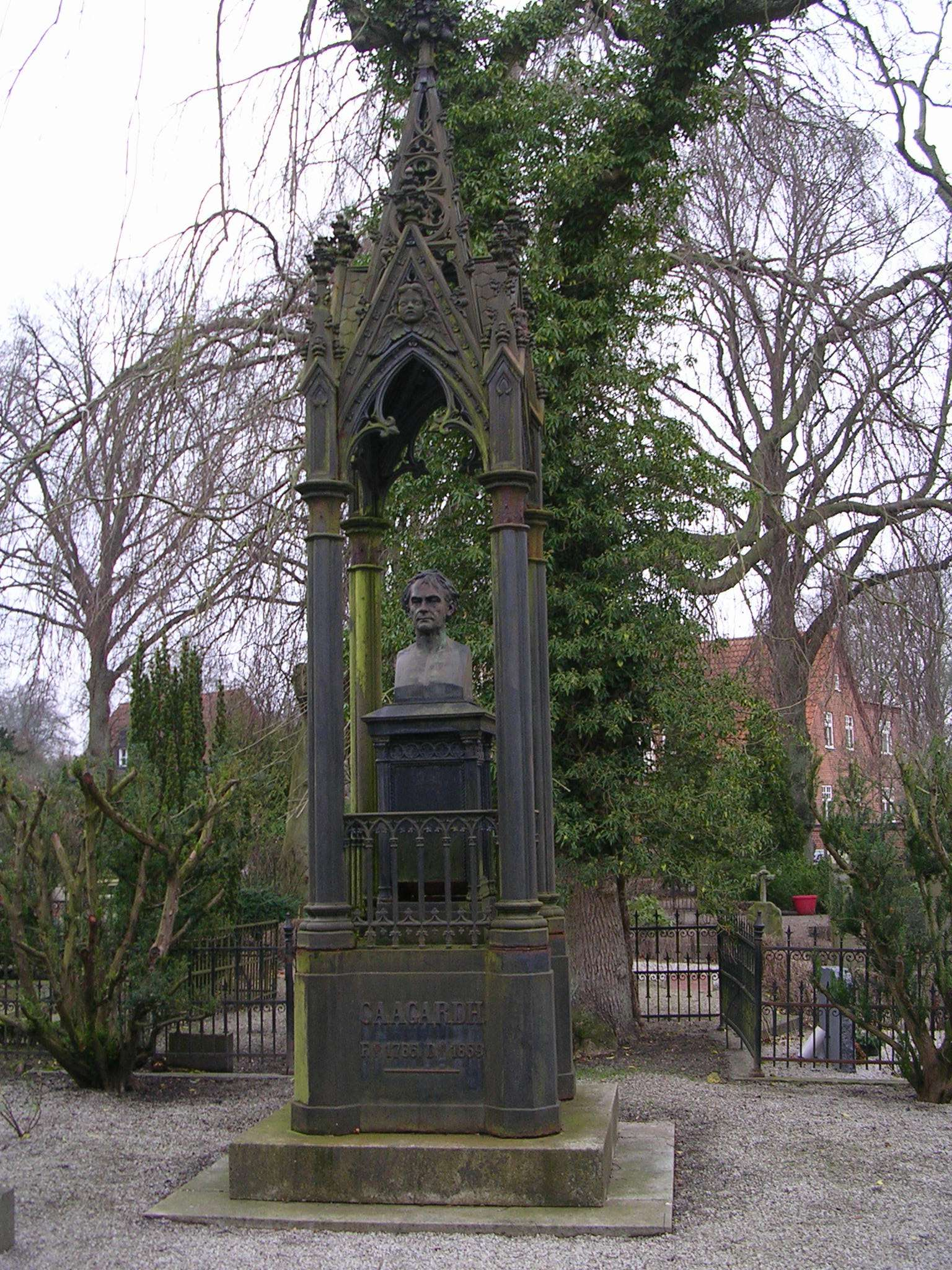
Могила К. А. Агарда в Лунді

Карл Адольф Агард (швед. Carl Adolph Agardh, 23 січня 1785, Бостад — 28 січня 1859) — шведський вчений, ботанік, альголог, енциклопедист та теолог. Професор Лундського університету (1812–1834) та єпископ лютеранської Церкви Швеції.

## Біографія
Карл Адольф Агард — син купця з Бостада, вивчав науки у Лунді. У 1807 році призначений доцентом математики у Лундському університеті, у 1812 році — професором ботаніки та економіки. Беручи участь з 1826 до 1828 року у роботі комітету з народної освіти, він був ревним поборником ідей, покладених згодом в основу народної освіти в Швеції. Обраний представником в риксдаг, він старанно взявся за вивчення питань державного господарства.
У 1817 році був обраний членом Шведської королівської академії наук, у 1831 році — членом Шведської академії.
У 1816 році призначений пастором у Шонені, у 1834 році обраний єпископом Карлстада, займався богословськими питаннями та написав декілька богословських творів.
Карл Агард відомий як ботанік своїми працями з вивчення водоростей, що дали багато нових відкриттів, зокрема 49 нових видів водоростей, та як засновник систематики водоростей.
Батько ботаніка та альголога Якоба Георга Агарда.

## Рослини, описані Карлом Агардом

### Роди
- Amphibolis C.Agardh
- Anademia C.Agardh
- Lagunaea C.Agardh
- Valonia C.Agardh — Валлонія, 1823

### Види
- Amphibolis bicornis C.Agardh
- Amphibolis zosterifolia C.Agardh
- Gentianella amarella var. lingulata (C.Agardh) Karlsson
- Pteris endlicheriana C.Agardh
- Pteris wallichiana C.Agardh
- Ruppia maritima subsp. rostrata (C.Agardh) Piper & Beattie

## Основні праці
- Systema algarum [Архівовано 7 вересня 2014 у Wayback Machine.]
- Species algarum rite cognitae [Архівовано 7 вересня 2014 у Wayback Machine.]
- 1828-35 Icones Algarum [Архівовано 7 вересня 2014 у Wayback Machine.]
- [Архівовано 7 вересня 2014 у Wayback Machine.] Algarum decas prima [-quarta] /auctore Carolo Ad. Agardh
- [Архівовано 7 вересня 2014 у Wayback Machine.] Dispositio algarum Sueciae /cuctore Carolo Adolfo Agardh
- [Архівовано 7 вересня 2014 у Wayback Machine.] Caroli A. Agardh Synopsis algarum Scandinaviae: adjecta dispositione universali algarum
- [Архівовано 7 вересня 2014 у Wayback Machine.] Aphorismi botanici.
- [Архівовано 7 вересня 2014 у Wayback Machine.] Classes plantarum (with Holmberg, L. P. and Lundstrom, Petrus M.)
- [Архівовано 7 вересня 2014 у Wayback Machine.] Adnotationes botanicae (with Swartz, Olof, Sprengel, Kurt Polycarp Joachim, and Wikström, Joh. Em)